# ユリシーズ・トーラス
ユリシーズ・トーラス (Ulysses Tholus) は、火星に存在する火山。
タルシス地域の、北緯2.96°、西経121.5°に位置する。直径は102.47キロメートル。名前はアルベド地形の古典的な名称に由来する。
西方のやや南には、別の火山であるビブリス・トーラスが存在する。周囲に存在する特徴的な地形としては他に、北方に存在するユリシーズ・コレスとユリシーズ地溝帯に、西方に存在するギガス地溝帯とギガス溝が挙げられる。また、東方にはパヴォニス山が、南方にはアルシア山が位置している。
この地形の名称は、2007年9月19日に変更された。以前はこの地形全体を指す名称として「ユリシーズ・パテラ」が適用されていたが、地形全体を指す名称として「ユリシーズ・トーラス」に変更された。「ユリシーズ・パテラ」は、厳密には中央のカルデラのみを指すものとして、適用対象が変更された。